# Troféu HQ Mix
Troféu HQ Mix es uno de los más tradicionales premios de historieta de Brasil. El premio fue creado en 1989 por João Gualberto Costa (Gual) y José Alberto Lovetro (Jal), miembros de la Asociación de los Cartunistas de Brasil.
El nombre hace referencia al programa de televisión sobre cómics que Gual y Jal tenían en la década de 1980: "HQ" es sinónimo de "História em Quadrinhos" ("Historieta" en portugués de Brasil) y "Mix" viene del nombre del programa ("Mix TV 4") .
El diseño del trofeo cambia cada año, siempre homenajeando algún personaje de los cómics brasileños. Las votaciones son hechas por artistas y profesionales del área, editores, investigadores y periodistas.